# Referendum in Lettonia del 2003
Il referendum in Lettonia del 2003 si è tenuto il 20 settembre e aveva ad oggetto l'ingresso del Paese nell'Unione europea.
A seguito dell'esito favorevole del referendum, la Lettonia è divenuta membro dell'Unione europea a decorrere dal 1º maggio 2004.

## Risultati
| Scelta               | Voti      | %     |
| -------------------- | --------- | ----- |
| Sì                   | 676.700   | 67,49 |
| No                   | 325.980   | 32,51 |
| Totale               | 1.002.680 |       |
| Schede bianche/nulle | 7.787     |       |
| Votanti/affluenza    | 1.010.467 | 71,45 |
| Elettori             | 1.414.133 |       |